# Gary Cooper (musicien)
Pour les articles homonymes, voir Cooper.
Gary Cooper (né en 1968) est un chef d'orchestre anglais, également claviériste, spécialiste du clavecin et du pianoforte. Il est connu comme interprète de la musique pour clavier de Bach et de Mozart et comme étant un chef historiquement informé des interprétations de la musique de la Renaissance, du Baroque et des périodes Classique et Romantique.

## Carrière
Gary Cooper étudie l'orgue et le clavecin à l'École de musique de Chetham, au John Loosemore Centre et organiste chercheur au New College, Oxford, où il obtient son diplôme avec la mention très bien. En 1990, encore étudiant à Oxford, il cofonde le Nouvel opéra de chambre et dirige de nombreuses exécutions de l'ensemble, notamment un enregistrement intégrale des cantates de Rameau et une nouvelle production de l'opéra rarement joué, Orlando de Haendel, au Sadler's Wells Theatre en 2006. Entre 1992 et 2000, il est membre de l'ensemble baroque, le Trio Sonnerie, avec qui il se produit régulièrement dans toute l'Europe et aux États-Unis.
Cooper fait son premier récital au Wigmore Hall, le 1er décembre 2000 avec l'interprétation de l'intégrale du Clavier bien tempéré de Bach. Il apparaît ensuite souvent en récital au Royaume-Uni et sur le continent. Plusieurs de ses spectacles sont diffusés sur BBC Radio 3, y compris le récital à la Cosmo Rodewald Concert Hall, à Manchester, le 22 novembre 2004 et au Wigmore Hall, le 29 janvier 2006, lors de la journée Mozart, avec l'interprétation des sonates pour violon et piano de Mozart, avec la violoniste Rachel Podger et diffusé en direct dans le cadre de l'Union européenne de radiodiffusion.
Gary Cooper a dirigé de nombreux ensembles tels que l'Akademie für Alte Musik Berlin, l'Orchestre Baroque Irlandais, le Hanover Band et l'English Touring Opera (Mozart, Die Entführung aus dem Serail et Haendel, Alcina). Il enseigne le clavecin et le pianoforte au Royal Welsh College of Music and Drama et au Conservatoire de Birmingham. Il est également professeur de piano au Royal College of Music.

## Enregistrements (sélection)
- Haydn: Dernières œuvres pour piano (Sonate en ut majeur, Hob,xvi:48 ; Sonate en mi bémol, Hob,xvi:49 ; Sonate en mi bémol, Hob.xvi:52) – Gary Cooper (pianoforte) (Channel Classics)
- Haydn: Symphonies 41, 44 et 49 – Arion Orchestre Baroque, Gary Cooper (chef d'orchestre). Étiquette: Début De La Musique
- Rameau: Cantates (intégrale), Orphée, Aquilon et Orithie, Les Amants trahis, Cantate pour le jour de la fête de Saint Louis, Le Berger fidèle, L'Impatience, Thétis – Nouvel Opéra de Chambre, dir. Gary Cooper (Gaudeamus)

- Charpentier: Andromède H.504, Le Ballet de Polieucte H.498 – New Chamber Opera, Gary Cooper (conductor). Label: Gaudeamus 2002

- Charpentier: Le Mariage forcé H.494, Les Fous divertissants H.500  – New Chamber Opera, Gary Cooper (conductor). Label: ASV Gaudeamus 1997

- Mozart:  Sonates pour clavier et violon – Gary Cooper (pianoforte), Rachel Podger (violon) (8CD Channel Classics)
- Weelkes: Hymnes – Oxford Camerata, dir. Jeremy Summerly, Gary Cooper (orgue) (Naxos)
- Shakespeare's Musick – Gary Cooper (virginal et clavecin), Jacob Heringman (luth), Jeanette Ager (mezzo-soprano) (Philips)
- Victoria: Requiem – Gary Cooper (orgue), Keith McGowan (bajan), Le Seize (Coro)
- Avison: Sonates pour Clavecin op. 5 et 7 – The Avison Ensemble, Gary Cooper (clavecin) (Divine Art)
- Garth: Sonates pour clavier accompagné, opus 2 et 4 – The Avison Ensemble, Gary Cooper (clavecin, épinette, piano carré et orgue) (Divin Art)